# Ichneumon rubratorius
Ichneumon rubratorius là một loài tò vò trong họ Ichneumonidae.